# 선량한 이교도

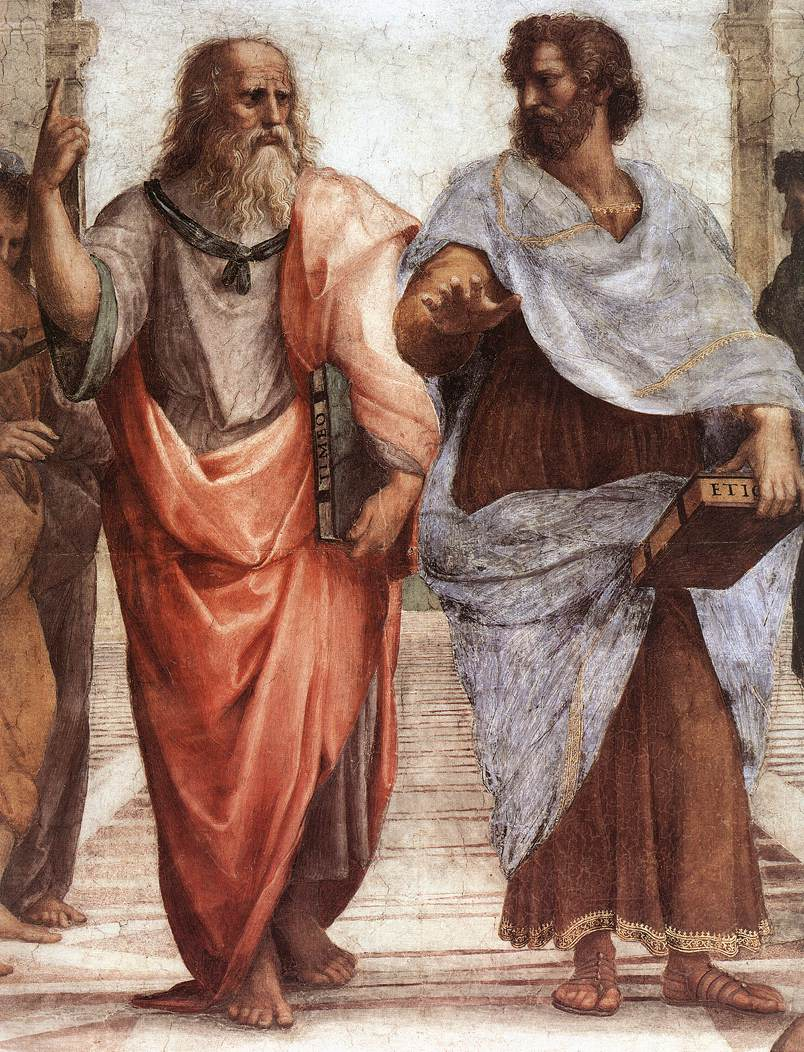
바티칸 시국 사도궁에 있는 프레스코화 아테네 학당의 플라톤과 아리스토텔레스

선량한 이교도 (Virtuous pagan)는 기독교 신학 내 개념으로, 복음 전도를 받지 못하여 살아 생전에 그리스도를 알 기회를 갖지는 못 했지만, 선량한 삶을 살았던 이교도들이 이로 인해 영벌에 처하게 되는 것이 부적절하다고 보아 제기된 문제이다. 따라서 유대교의 게림 토샤빔 및 이슬람교의 하니프들에 관한 문제와 유사하다. 이 문제에 관한 현대 가톨릭의 해석은 카를 라너 신학에서 "익명의 기독교성"으로 알려져 있다.
선량한 이교도의 유명한 예시들로는 헤라클레이토스, 파르메니데스, 소크라테스, 플라톤, 아리스토텔레스, 키케로, 트라야누스, 베르길리우스 등이 있다. 단테 알리기에리는 자신의 저서 《신곡》에서, 호메로스, 호라티우스, 오비디우스, 루카누스 등을 포함한 많은 선량한 이교도들을 지옥의 제1층 (림보와 유사)에 배치하였다.
흥미롭게도, 기독교인들 사이에 무슬림들은 이단적인 예수론을 지닌 분리된 추종자들이라는 것이 만연한 관점이었음에도, 무슬림 전사 살라딘은 그의 기사도적인 평판으로 인해 선량한 비기독교인들로 분류되었지만, 반면에 무함마드는 분열로 인한 죄를 물어, 지옥의 제8층의 아홉 번째 구덩이에 배치되었다.
한편 단테는 이교도 황제 트라야누스를 천국에 배치하고, 연옥에는 자살한 카토와 스타티우스를 배치한 한편, 기독교 시대를 예언했다고 생각되는 시를 쓴 베르길리우스를 림보에 놓았다. 이러한 묘사는 교리적 엄격함을 인물들의 사례에 적용하기보다는 각 인물의 참된 인격에 대한 단테가 지닌 인상의 평가를 반영하고 있다는 것이 분명하다.
프랜시스 A. 설리번은 초기 기독교 작가들이 "선량한 이교도들의 조금의 구제 가능성을 배제했다"라고 생각하지는 않지만, 그는 "직접적으로 이 질문을 받았던 교부의 아버지들은, 이교도들과 유대교도들이 영생의 참가자가 될 수 있냐는 것을 거부했을 수도 있다."라는 가능성도 받아들였다.
하지만 특정 교회의 아버지들은 신지(神智)의 비기독교인들의 참여에 대하여 조금 더 넓은 포괄적인 관점을 갖고 있는 것으로 알려졌다. 순교자 유스티누스는 그의 변증서에서, 로고스에 영감을 받은 모든 이교도들이 기독교인들이라 주장하기까지 했고, 심지어는 비신론 철학자들을 신봉한 이들조차도 기독교인이라 하였다:

우리는 그리스도가 최초의 신이라는 걸 배워 왔고, 우리는 그가 모든 민족의 남녀가 공유하는 로고스라고 암시해왔다. 그래서 로고스가 있는 자들은 그리스인들 사이에서, 소크라테스와 헤라클리토스, 그리고 이들을 좋아하는 이들처럼 무신론자라 생각되었을지라도 이들은 기독교인이다.

"선량한 이교주의"는 북유럽 신화에 대한 관심 및 아이슬란드 사가들의 재발견된 이교적 에토스에 대한 흥미와 함께 낭만주의와 관련있게 되었다. 톰 쉬피는 J. R. R. 톨킨의 소설이 이러한 선량한 이교주의에 관한 개념을 상당히 배경으로 두었다고 주장한다:

톨킨은 "잘못된 쪽이 승리하는 하르마게돈 (라그나로크)에 약간 당황해했다. 그는 실제로 몇 년 후에 나치 지도층이 주도한 《신들의 황혼》이라는 정교한 수확물에서 그랬듯이, 그것을 나타내는 에토스가 어느쪽에서도 사용될 수 있다고 보았다. 그럼에도 나치의 그것은 기독교 세계관 밖에서 존재할 수 있고 존경받을 수 있는, 영웅적 미덕이라는 이미지를 전달했다. 몇몇 측면에서 (그의 1936년 베오울프 강의와 Essays, 24–25에서 볼 수 있듯이), 고대 노르드의 '용기에 관한 이론'은 지속적인 보상이라는 어떠한 제안이 없이 선의에 대한 의무만을 요구하기에, 기독교적 세계관이 아니라면 심지어는 윤리적으로 고전주의자들보다 우월하다고 여겨질 수 있다.  ... 그는 또한 고대 노르드 신화가 이른바 선량한 이교주의라 불리는 모델을 제공한다고 느꼈으며, 이 신화는 이교적이지만 자신의 결점을 인지하고 개종하기엔 너무나 지났지만, 수 많은 20세기의 우세를 잃은 기독교 문학들처럼 절망과 환멸에 아직은 이르지 않았다. 이 신화는 자신만의 방식에서 홀가분한 것이었다."

## 같이 보기
- 고귀한 야만인
- 기독교와 이교
- 알지 못한 자들의 운명
- 하니프
- 원시일신관
- 아홉 위인

## 추가 서적
- Cindy L. Vitto, The virtuous pagan in Middle English literature, DIANE Publishing, 1989, ISBN 978-0-87169-795-0.
- Vitto, Cindy L (1989). “The Virtuous Pagan. In Middle English Literature”. 《Transactions of the American Philosophical Society》 79 (5): 1–100. doi:10.2307/1006545. JSTOR 1006545.
- Irwin, T. H (1999). “Splendid Vices?”. 《Medieval Philosophy & Theology》 8 (2): 105–27. doi:10.5840/medievalpt1999825.